# Stauwehr Oberföhring

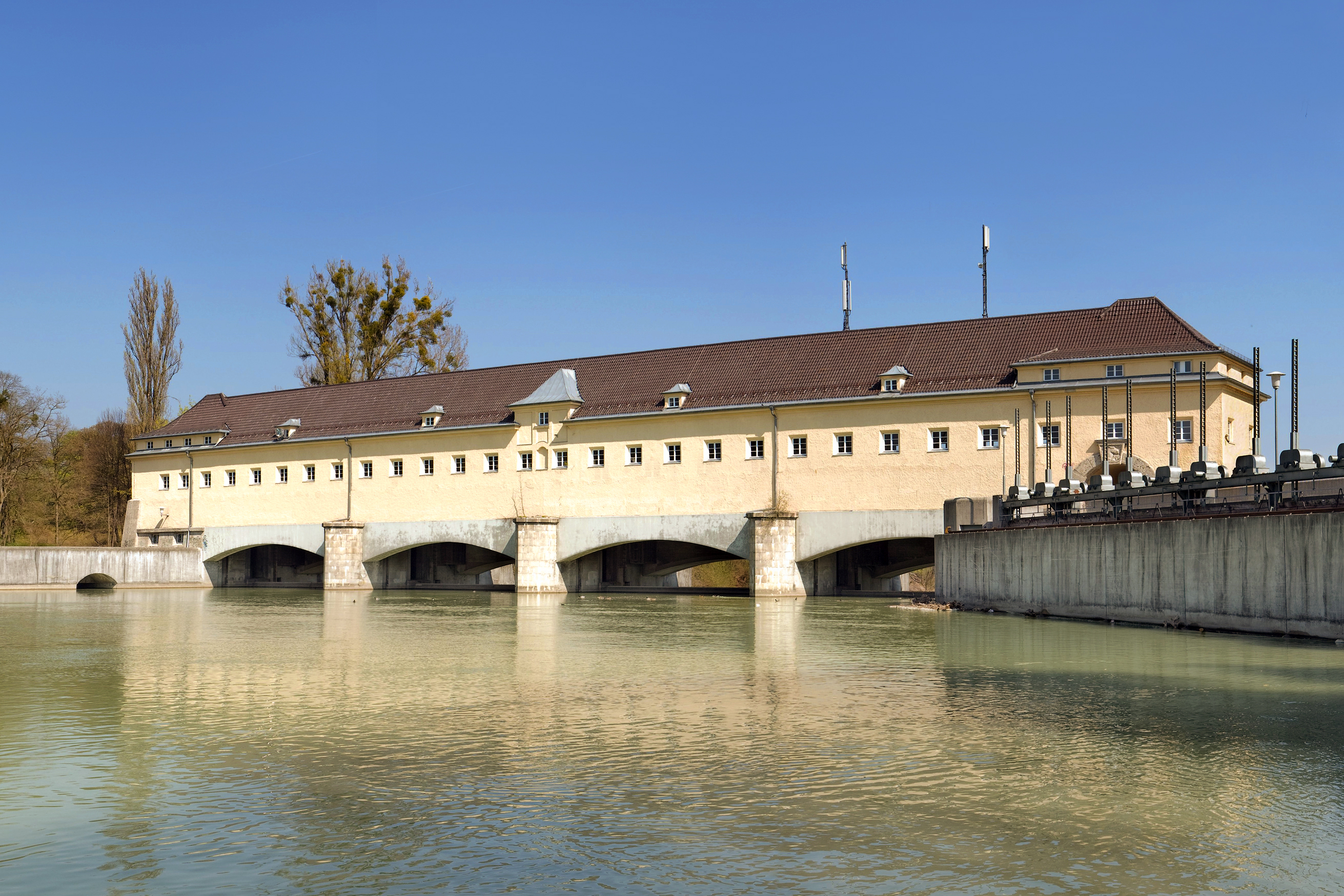
Stauwehr München-Oberföhring, Oberwasser (Südseite)

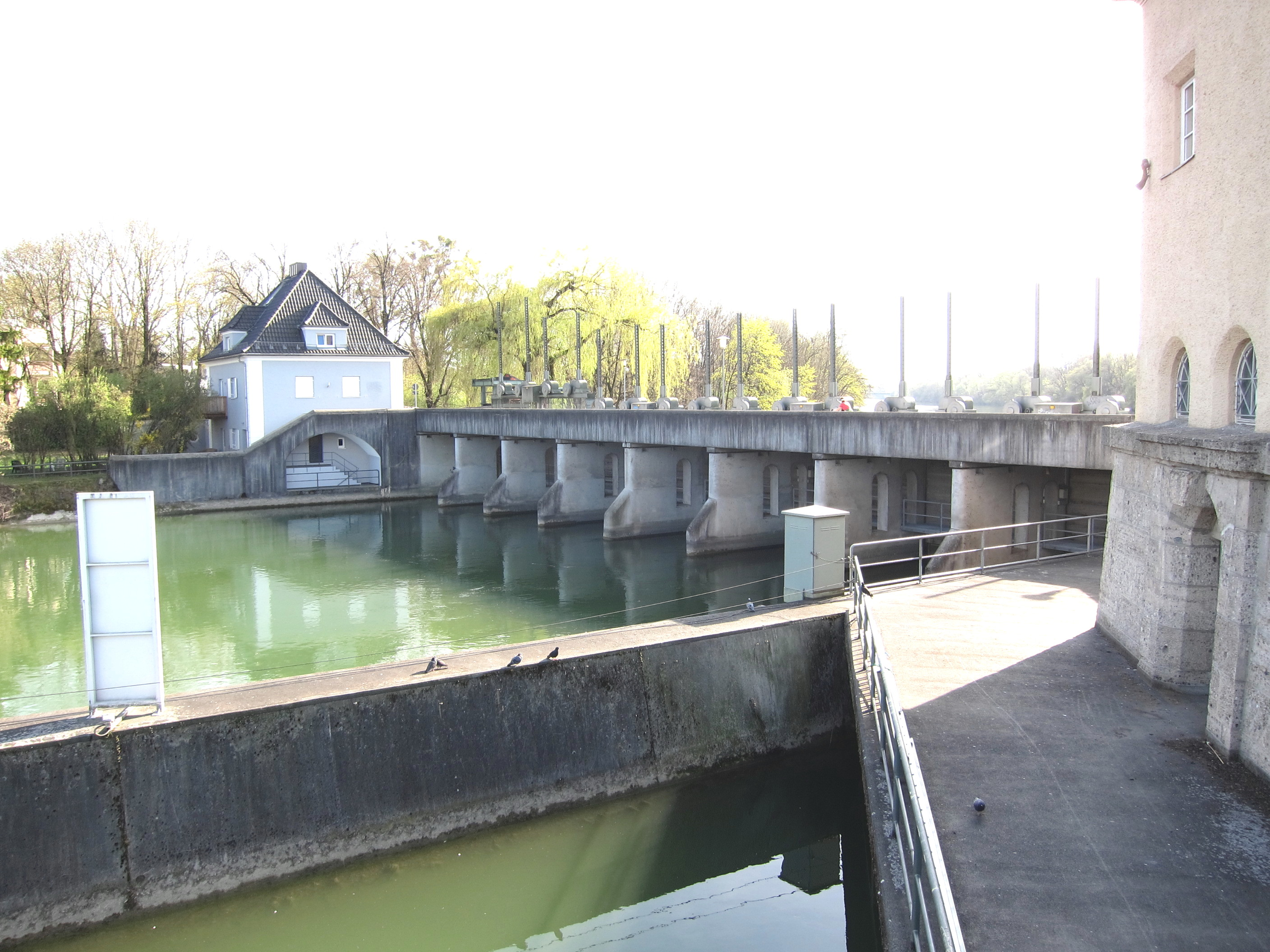
Einlaufbauwerk des Mittlere-Isar-Kanals, Unterwasser

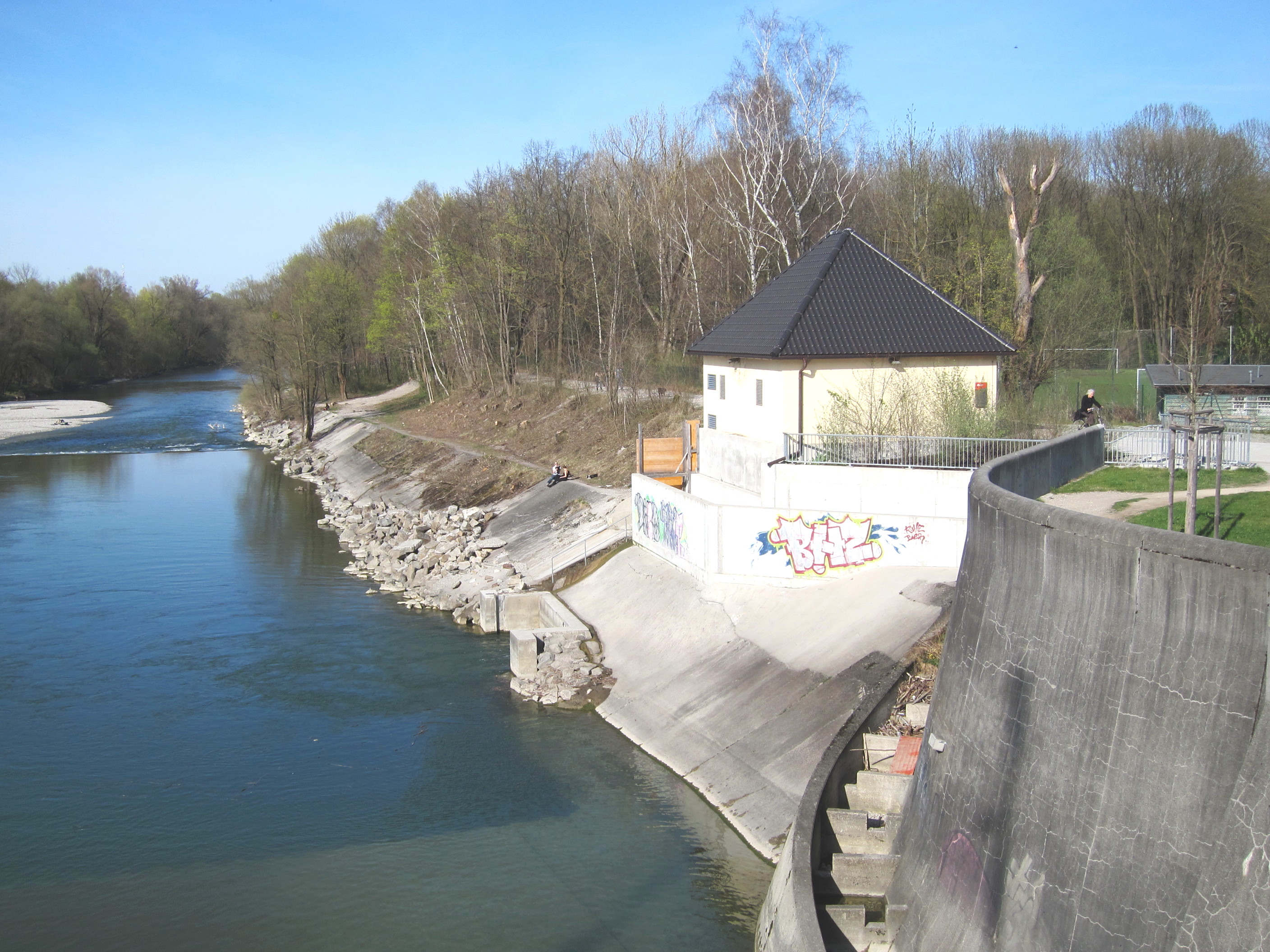
Betriebsgebäude des neuen, unterirdischen Kraftwerks

Das Stauwehr Oberföhring ist eine Wehranlage an der Isar im Norden Münchens und gleichzeitig das Einlaufbauwerk des Mittlere-Isar-Kanals. Das Stauwehr selbst ist jedoch kein Wasserkraftwerk. Es gibt aber unmittelbar unterhalb des Wehrs ein kleines, weitgehend unterirdisch angelegtes Kraftwerk, über das Wasser aus dem Kanal wieder in die Isar geleitet wird.

## Lage
Das Stauwehr verbindet den nördlichen Teil des Englischen Gartens mit dem östlich der Isar gelegenen Stadtteil Oberföhring. Es ist das erste Bauwerk am dort beginnenden Mittlere-Isar-Kanal, der nach 64 Kilometern knapp oberhalb von Landshut wieder in die Isar mündet. Das Stauwehr und die ersten 54 km des Kanals gehören der Uniper Kraftwerke GmbH, einer Tochter der Uniper, die letzten Kilometer den Uppenbornwerken der Stadtwerke München, wodurch sich die unterschiedlichen Längenangaben erklären.

## Funktion
Das Stauwehr Oberföhring dient dazu, die Isar um rund 6 m aufzustauen und ihr Wasser weitgehend in den Mittlere-Isar-Kanal abzuleiten, um die an ihm liegende, aus sieben Laufwasserkraftwerken bestehende Kraftwerkstreppe mit einem Gesamtgefälle von rund 109 m anzutreiben. Von diesem Gesamtgefälle entfallen 88 m auf die Kraftwerke der Uniper Wasserkraft und 21 m auf die beiden Uppenbornkraftwerke.
Fußgänger können über einen breiten Steg an der Nordseite des Gebäudes die Isar überqueren oder das Freizeitgelände „Isarinsel Oberföhring“ zwischen der Isar und dem Mittlere-Isar-Kanal erreichen.

## Bauwerk

### Stauwehr
Das Stauwehr besteht aus dem weithin sichtbaren, hellbeige gestrichenen, quer zur Isar liegenden Gebäude mit der Wehranlage und dem in einem Winkel von 45° dazu angeordneten Einlaufbauwerk.
Das Gebäude überspannt eine lichte Weite von 78,5 m mit vier Bögen von jeweils 17 Metern Spannweite und etwa 5,7 Metern Höhe. Es wird dabei gestützt von drei weit ins Unterwasser reichenden Pfeilern mit 3,5 m Breite, die den Fußgängern jeweils eine kleine Aussichtsplattform bieten.
Das in schlichter Ziegelbauweise ausgeführte, verputzte und von einem Walmdach gedeckte Gebäude ist auf einer Betonplatte gegründet, die unter dem Oberwasser an eine etwa 14 m tiefe Betonquerwand anschließt, die aus einem mittels Druckluft gegründeten Senkkasten besteht, der bis zum verfestigten Flinz hinabreicht. Die horizontale Fundamentplatte setzt sich im Unterwasser noch 45 m nach der Schützenwand bzw. 31 m nach dem Ende der Pfeiler weiter fort und wird dann durch eine 9 m tiefe eiserne Spundwand abgeschlossen.
Die stählernen Schützentafeln von 5,65 m Höhe können durch Motoren oder mit Handkurbeln gehoben werden, die in dem hausartigen Überbau untergebracht sind. In dem Gebäude befindet sich außerdem ein Laufkran, der auch die dort gelagerten Dammbalken bedienen kann, mit denen das Stauwehr ebenfalls abgeschlossen werden kann.
Das Einlaufbauwerk mit einer lichten Weite von 46,6 m wurde in einem Winkel von 45° gegen die Flussachse gebaut, um das Eindringen von Kies und Sand in den Kanal zu verringern. Es kann durch die acht je 5,5 m breiten Schütze abgeschlossen werden. Unter dem Einlauf des Kanals sind Spülkanäle in einem Winkel Richtung Isar angeordnet, so dass ihr Wasser über ein dreieckiges Klärbecken zwischen dem Stauwehr und dem Einlauf wieder in das Unterwasser geführt wird.

### Kraftwerk Oberföhring
Der Kanal kann bis zu 150 Kubikmeter Wasser pro Sekunde aufnehmen, was immer wieder dazu geführt hat, dass die Isar auf der Strecke bis Moosburg kaum noch Wasser führte. Seitdem E.ON Wasserkraft sich verpflichtet hat, mindestens eine Restwassermenge von 15 Kubikmeter pro Sekunde im Mittelwert in der Isar zu belassen, wird dieses Wasser vom Kanal in die Isar zurückgeleitet und dabei von einem kleinen Wasserkraftwerk mit einer Kaplan-Turbine mit einem Megawatt Leistung genutzt. Oberirdisch ist von dem Kraftwerk nur ein kleines Maschinenhaus an der Nordostseite des Stauwehrs zu sehen.

## Geschichte

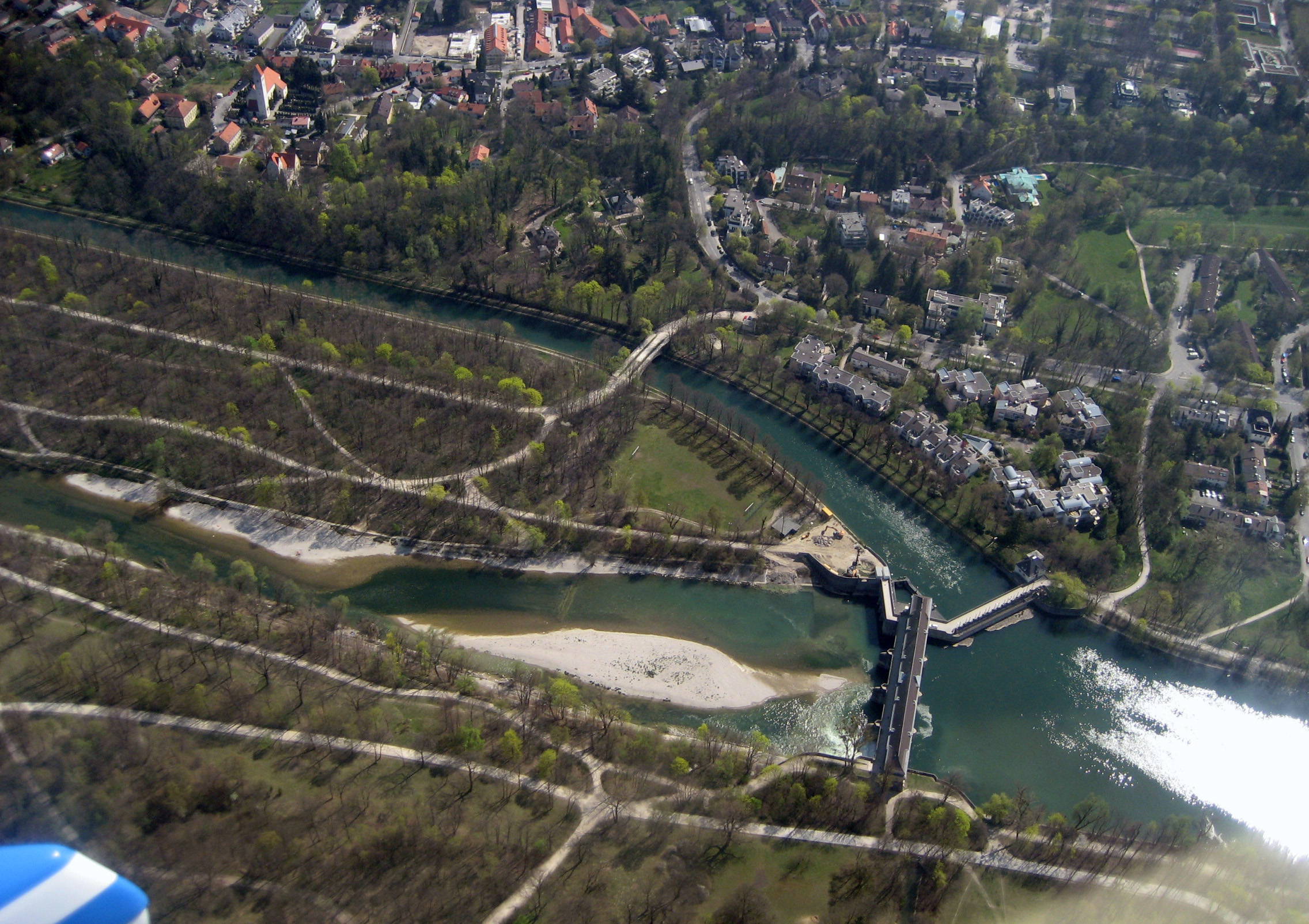
Luftbild der Anlage

Ab 1896 bis zum Bau des Stauwehrs wurde an dieser Stelle eine Drahtseilfähre betrieben. Bereits vor dem Ersten Weltkrieg gab es Pläne, das Gefälle der Isar zwischen München und Moosburg für die Stromerzeugung zu nutzen, nachdem die städtischen Elektrizitätswerke München schon 1907 das von Friedrich Uppenborn initiierte Uppenbornwerk in Betrieb genommen hatten. Unter der Leitung von Theodor Rümelin begann die Mittlere Isar GmbH 1918 mit der Planung des Kanals. 1919 ging die Planung in den Besitz des bayerischen Staates über, der zur Bekämpfung der Arbeitslosigkeit mit den Bauarbeiten begann. Die 1921 gegründete Mittlere Isar AG übernahm dann das Projekt und vollendete das Stauwehr in Oberföhring bis 1924. In dieser Zeit wurden auch die vier Betonbogenbrücken gebaut, die Oberföhring mit der vom Kanal gebildeten, Isarinsel genannten Landzunge verbinden. Das Stauwehr und diese Brücken überstanden den Zweiten Weltkrieg, da in ganz München die Sprengung der Brücken vor dem Einmarsch der Amerikaner verhindert wurde. Die Brücke bei St. Emmeram wurde 2003 durch eine moderne Stahlbetonkonstruktion ersetzt.
Im Jahr 2002 wurde zwischen dem Freistaat Bayern und der E.ON Wasserkraft eine Erhöhung der in der Isar verbleibenden Restwassermenge auf den heutigen Stand von 15 m³/s vereinbart, sowie ihre Nutzung durch ein neu zu erbauendes Kraftwerk am Stauwehr; damit sollten zugleich die ökologischen Bedingungen an der Isar zwischen Oberföhring und Moosburg verbessert werden. In den folgenden Jahren wurde das Stauwehr renoviert. Das Kraftwerk ging 2008 ans Netz; es erzeugt 5,7 Millionen Kilowattstunden elektrischen Strom pro Jahr, die Kraftwerke am Mittlere-Isar-Kanal insgesamt etwa 430 Millionen Kilowattstunden. Neben dem Kraftwerk ist seit 2012 eine neue Fischtreppe angelegt.
2022 bekamen die Künstler Loomit (Mathias Köhler), Lando (Melander Holzapfel) und Bert (Nils Jänisch) den Auftrag, das Stauwehr Oberföhring zu bemalen.